# Луций Манлий Ацидин
Лу́ций Ма́нлий Ациди́н (лат. Lucius Manlius Acidinus; умер после 199 года до н. э.) — римский военачальник и политический деятель из патрицианского рода Манлиев, претор 210 года до н. э., наместник Испании в 206—199 годах до н. э.

## Биография
Луций Манлий принадлежал к древнему патрицианскому роду. Более конкретных данных о его происхождении в сохранившихся источниках нет. Первые упоминания о Луции Манлии относятся к 210 году до н. э., когда он занимал должность городского претора. В 208 году до н. э. Ацидин отправился в Грецию, чтобы убедить сицилийских и тарентинских изгнанников вернуться на родину. В начале 207 года до н. э. он снова был в Италии, командовал отрядом в Умбрии и переслал в Рим весть о разгроме Гасдрубала в битве при Метавре.
В 206 году до н. э. Ацидин и Луций Корнелий Лентул заменили Публия Корнелия Сципиона в качестве проконсулов Испании. Они сразу столкнулись с восстанием местных племён, которым руководили Индибилис и Мандоний; римляне разгромили повстанцев, наложили на них денежный штраф и взяли заложников. В дальнейшем полномочия проконсулов ежегодно продлевались сенатом. Когда закончилась война с Ганнибалом, Лентул получил разрешение вернуться и был избран консулом (200 год до н. э.), а Ацидину прислали замену только годом позже. По возвращении он претендовал на овацию, но не получил её из-за противодействия народного трибуна Публия Порция Леки и отсутствия поддержки со стороны сената. Консулата Луций тоже не получил, и его карьера на этом закончилась. В историографии это связывают с тем, что Ацидин не принадлежал к сципионовской «партии».
Луций принял в свою семью сына Квина Фульвия Флакка, получившего имя Луций Манлий Ацидин Фульвиан. Это был первый случай, когда плебей был усыновлён патрицием.